# Onthophagus phalopsides
Onthophagus phalopsides är en skalbaggsart som beskrevs av Frey 1955. Onthophagus phalopsides ingår i släktet Onthophagus och familjen bladhorningar. Inga underarter finns listade i Catalogue of Life.